# Бонні-Айленд
Бонні-Айленд (англ. Bonny Island) — острів біля узбережжя Нігерії, штату Риверс, в дельті Нігеру, в затоці Бонні, частини Гвінейської затоки. Спеціалізований порт по відвантаженню нафти Бонні знаходиться на острові. Зона відпочинку.
Острів знаходиться у гирла східного рукава Нігеру — річки Бонні, на захід від гирла річки Імо, на південний схід від Порт-Харкорту.
За часів работоргівлі місто Бонні було одним з основних ринків рабів в Західній Африці. На зміну работоргівлі прийшла торгівля пальмовою олією, і вже в 30-х роках XIX століття Бонні стало великим центром торгівлі цим продуктом. Численні човни торговців з Бонні піднімалися по річці до Ебо (Ігболенду), де олію скуповували у місцевого населення. Продаючи потім його європейцям за значно вищими цінами, африканські посередники забезпечували собі високий прибуток. Великими торговцями були королі й вожді. В середині XIX століття торговий оборот Бонні становив 500 тис. фунтів стерлінгів на рік, а особистий дохід короля від торгівлі пальмовою олією — 15 — 20 тис. фунтів стерлінгів. Африканці-посередники, які вступали в контакт з населенням глибинних районів, зазвичай віддавали в обмін на пальмову олію та слонову кістку товари, отримані у європейських купців — бавовняні тканини, вогнепальну зброю, металеві вироби та інші. Існувала особлива форма кредиту — «траст». Європеєць давав в кредит («довіряв») африканцеві-посереднику набір товарів на значну суму на строк від шести місяців до року, а іноді й до двох років. Товари надавалися зазвичай африканцям, які користувалися «гарною репутацією», тобто, як правило, великим досвідченим торговцям або початківцям, поручителями яких виступали перші. Але іноді товари давалися в кредит незнайомим особам, що безсумнівно свідчило про прагнення європейців розширювати торгівлю. Вартість товарів англійського виробництва, що надавалися в кредит місцевим торговцям, була досить велика; тільки торговці Бонні в середині XIX століття мали в своєму розпорядженні англійські товари на суму понад 80 тис. фунтів стерлінгів.
В ході громадянської війни в Нігерії острів увійшов до складу самопроголошеної держави Біафра. Після запеклих боїв армія Одумегву-Оджукву залишила острів.
На острові знаходяться шість черг заводу зі зрідження — виробництву скрапленого природного газу (СПГ) — train 1-6, яким керує компанія Nigeria LNG (NLNG), підрозділ нігерійської національної нафтової корпорації (NNPC), який займається виробництвом скрапленого природного газу (СПГ) та його експортом. Належить NNPC і провідним світовим нафтовим компаніям Royal Dutch Shell, Total та Eni. NLNG за допомогою світових компаній Royal Dutch Shell, Total Fina Elf, а також італійського енергетичного концерну Eni (в особі AGIP) з 1999 року почала поставки СПГ з нового заводу зі зрідження на Бонні-Айленд. Нові черги заводу зі зрідження дозволили до 2002 року збільшити обсяг поставок СПГ в Європу до 7,1 млрд м³. Введення нових черг цього заводу, а також реалізація нового проекту створення заводу по GTL —  Escravos GTL на річці Ескравос , відкритого восени 2014 року, дозволили Нігерії збільшити поставки СПГ до 16 млрд м³ в 2009 році. NLNG збирається розширити виробництво за рахунок побудови сьомої черги заводу зі зрідження (train 7).